# Asesinato de Marcos Satanowsky
La mañana del 13 de junio de 1957 Marcos Satanowsky, abogado y profesor de derecho comercial de origen judío, fue asesinado en Buenos Aires, Argentina, por tres hombres que no han sido identificados. El escritor y periodista Rodolfo Walsh hizo una exhaustiva investigación que publicó en la revista Mayoría entre junio y diciembre de 1958, y que sería compilada en 1973 en el libro Caso Satanowsky.
Debido a su trascendencia, el homicidio fue investigado por una comisión especial de la Cámara de Diputados que había reabierto el 1 de mayo de 1958, luego de la interrupción constitucional provocada por el golpe de Estado de 1955. Tanto esta investigación como la realizada por Walsh apuntaban a una deficiente actuación judicial, sospechada de encubrimiento, así como a la intervención de personas vinculadas al aparato estatal de inteligencia. Walsh consideraba que había una alta probabilidad de que el hecho estuviera vinculado a la propiedad del diario La Razón.

## Historia y antecedentes

### Personalidad del asesinado
Marcos Satanowsky fue un exitoso abogado, soltero y sin hijos, que en 1912 había obtenido la nacionalidad argentina. Se recibió de abogado en la Facultad de Derecho de la Universidad de Buenos Aires en 1915, doctorándose al año siguiente con una tesis sobresaliente. En 1921 ingresó como profesor adscripto a la Cátedra de Derecho Comercial y en 1945 fue propuesto primero en una terna para acceder al cargo de profesor titular. En 1926 fue el primer presidente de la Sociedad Hebraica Argentina y que en 1936 había fundado El Diario, una publicación de orientación progresista dirigida a la colectividad judía. Fue profesor titular de Derecho Comercial y escribió un libro en dos tomos con ese nombre que fue utilizado en la Argentina durante muchos años y llegó a integrar la Comisión Directiva de la Sociedad Rural Argentina. Al tiempo de fallecer compartía un próspero estudio jurídico con su hermano Isidro, era síndico o director de varias sociedades anónimas clientes del estudio y propietario de una explotación agropecuaria denominada Cabaña Los Montes

### El diario La Razón
El diario La Razón había sido fundado en 1905 por José Cortejarena y luego fue heredado por su esposa e hijos. Su hija María Carlota estaba casada con Ricardo Peralta Ramos, nacido en 1903, que hacia fines de la década de 1930 había llegado a ser director y principal accionista del periódico. En 1946 la totalidad del paquete accionario de la sociedad propietaria del diario fue entregada al señor Miguel Miranda quien a su vez lo pasó a Eva Perón. Miranda desde los cargos de presidente del Banco Central y del Instituto Argentino de Promoción del Intercambio (IAPI) fue la figura principal en la conducción económica durante los primeros años de la presidencia de Juan Domingo Perón. Luego del golpe de Estado del 16 de septiembre de 1955 las acciones fueron entregadas al síndico y al administrador de la sociedad La Razón, por el presidente de Alea S.A. que era la empresa a cuyo frente aparecía el gobernador de la provincia de Buenos Aires mayor Carlos Aloé, que conducía a los diarios que, como El Mundo, Democracia, La Razón, Crítica y Noticias Gráficas, formaban parte de la cadena de diarios oficialistas y habían sido adquiridos por el gobierno peronista, directamente o a través de sus personeros.
El nuevo gobierno intervino la empresa mientras investigaba su origen y el patrimonio de quienes estaban vinculados a ella, mediante un organismo denominado Junta Nacional de Recuperación Patrimonial.
Comenzó entonces un conflicto judicial en el cual Peralta Ramos, que estaba patrocinado por Marcos Satanowsky, alegaba que nunca había vendido las acciones de la empresa sino que había sido despojado de las mismas. Por su parte el gobierno afirmaba que las acciones habían sido vendidas a Miranda por tres millones y medio de pesos y su principal prueba era la fotocopia de un cheque firmado por Miranda al dorso del cual figuraba imputado a la compra de las acciones de La Razón. Sin embargo, como el original de esa fotocopia nunca apareció, Marcos Satanowsky alegaba que las acciones habían sido entregadas en garantía de un préstamo, que el cheque nunca había existido y que en realidad se trató de una maniobra de Miranda que quería complacer a la señora de Perón aparentando que había logrado adquirir aquel diario. Su argumento legal era que si hubiese existido una venta ella requería un contrato escrito o, por lo menos, un principio de prueba un escrito complementado con prueba de testigos. De ahí la importancia que tenía para el Estado acreditar la autenticidad de la referida fotocopia.

## El asesinato

Escena del crimen del asesinato de Satanowsky.

El 13 de junio de 1957 Marcos Satanowsky concurrió a su estudio jurídico ubicado en la calle San Martín al 500 de la ciudad de Buenos Aires como acostumbraba a hacerlo. A media mañana entraron al mismo tres hombres, uno de los cuales llevaba un libro de Satanowsky y solicitó entrevistarse con el mismo para –manifestó- pedirle que se lo autografiase para un profesor chileno amigo suyo y fue así que los tres ingresaron en su despacho. Se sabe que tuvieron una conversación que finalizó cuando el abogado recibió en la cabeza un fuerte golpe de culata, al parecer cuando intentaba llamar por el intercomunicador, y luego un disparo con un arma de fuego prácticamente apoyada sobre su pecho que impactó en su aorta. El disparo no fue oído fuera del despacho, los hombres salieron esgrimiendo armas, amenazaron a los presentes, hicieron un disparo intimidatorio hacia el techo, salieron del edificio y se fueron a pie.

### Comienza la investigación
La causa penal que se inició a raíz del homicidio quedó a cargo del juez de instrucción Bernabé Ferrer Pirán Basualdo. En el despacho se encontró el libro que portaba uno de los homicidas, dentro del cual había recortes de diarios y panfletos antisemitas. En los días siguientes, mientras se realizaba la investigación comenzaron a llegar amenazas telefónicas a familiares del fallecido y cartas anónimas a personas conocidas de éste, por lo cual el juez ordenó intervenir los teléfonos de los familiares de Satanowsky. Rodolfo Walsh sugiere que esos recortes pertenecían a la redacción de una publicación o a un servicio de información porque uno de ellos, del diario Noticias Gráficas, correspondía a un año y medio antes del asesinato y ese diario no vendía ejemplares atrasados.
En los primeros días de julio una persona habló por teléfono con la hermana del fallecido y le exigió el pago de una elevada suma de dinero como condición para que no hubiera más desgracias en la familia; ella fingió aceptar y dio intervención a la policía, la cual detuvo a la persona que intentó retirar el paquete con el dinero. Esta persona adujo que un desconocido lo había contratado para retirar ese paquete, cuyo contenido ignoraba, por lo que quedó en libertad. Una pericia caligráfica concluyó que una misma persona había hecho anotaciones a mano en los papeles dejados en el escritorio de Satanowsky luego del crimen y en la nota enviada posteriormente a sus familiares exigiendo una suma de dinero, lo cual vinculaba el homicidio con la extorsión.
Como la investigación no progresara, Isidro Satanowsky y su hijo Martín concurrieron a la Secretaría de Inteligencia del Estado y le pidieron ayuda a su director el general Juan Constantino Quaranta. A poco, Quaranta les informó que el papel donde se habían escrito los anónimos pertenecía al Servicio de Informaciones Navales e integró una comisión investigadora para ayudar a esclarecer el homicidio. En ese ínterin uno de los policías intervinientes vio el retrato hablado que se había realizado a partir de las declaraciones de los testigos y en él reconoció rasgos similares a los de Marcelino Castor Lorenzo, apodado el Huaso. Fue así que el 28 de julio de 1957 en que había comicios para convencionales y lo esperaron y detuvieron después que saliera de votar. Lorenzo había nacido en 1905 en la provincia de Entre Ríos, se lo conocía como guardaespaldas o matón a sueldo que en distintas épocas había trabajado para el diputado peronista José Emilio Visca, muy conocido por haber encabezado la llamada Comisión Visca que durante el gobierno peronista había clausurado numerosos diarios independientes u opositores, y luego lo hizo para un dirigente radical. Había tenido entre 10 y 20 procesos por trata de personas, robos, juego prohibido y hasta por homicidios pero nunca había sido condenado. Finalmente se había vinculado, según versiones, con la SIDE luego de la caída de Perón. Varias de las personas que habían estado en el edificio el día del crimen reconocieron a Pérez Griz pero al ser llamados nuevamente expresaron dudas, al parecer por la presión que sintieron al ser citados de nuevo, por lo que quedó en libertad.

### Aparece el testimonio de “La Gallega”
En diciembre de 1957 la familia ofreció una suma de dinero como recompensa a quien diera información sobre el hecho. En enero de 1958 la señora Elsa del Pin de Estévez, apodada “La Gallega” se comunicó primero con el estudio Satanowsky y luego con la policía. Atestiguó que había vivido en concubinato con José Américo Pérez Griz, y que el día del crimen éste había salido con Lorenzo Palacios, quien vivía en la misma casa, en una camioneta de la SIDE. Agregó que Pérez Griz tenía en la casa un arsenal de armas cortas y largas así como elementos explosivos que fueron retirados de allí los días siguientes al homicidio. La declarante menciona a otra persona, el vecino Marcos Ozanick, quien le había aconsejado que se fuera del barrio porque corría peligro. Pérez Griz había nacido en Mendoza en 1921, era experto en armas y buen tirador; conocía al general Quaranta y fue miembro de la custodia del presidente general Lonardi; desde octubre de 1956 revistó en la Policía Federal y posteriormente fue imputado de robo de autos. 
El 1° de mayo de 1958 asumieron las nuevas autoridades constitucionales, el 25 agosto el diputado radical Agustín Rodríguez Araya pidió informes sobre el tema al Poder Ejecutivo como paso previo a la formación de una comisión investigadora que, presidida por aquel, fue aprobada en el mes de septiembre. La Comisión dispuso en octubre detener y tomar declaración a Castor Lorenzo. El 7 de noviembre de 1958 compareció Marcos Ozanick que entregó un revólver calibre 38 que, dijo, le había dado La Gallega en pago de una deuda, y que coincidía con el que había sido visto en el escenario del crimen. Una pericia de la Policía Federal determinó que de ese revólver había salido la bala encontrada en el Estudio del muerto y se da orden de captura contra Pérez Griz, cuya foto es publicada en tapa por la revista Mayoría.

### Confesión y retractación de Pérez Griz
Una persona venida del Paraguay que había visto esa foto informó que en Asunción se encontraba Pérez Griz, por lo que se logra su detención por la policía paraguaya. Por esos mismos días la Gendarmería argentina apresó por sorpresa a 60 guerrilleros liberales paraguayos fuertemente armados en las cercanías de la frontera, quienes dijeron que iban a invadir el vecino país en forma previa o simultánea a la visita que el entonces presidente Arturo Frondizi realizaría el 29 de octubre. La policía paraguaya afirmó que Pérez Griz estaba complicado con dichas armas, y que éste dijo que habían sido vendidas con conocimiento del general Quaranta. Walsh lo entrevistó en la cárcel y obtuvo una confesión firmada en la que Pérez Griz decía que el día del hecho había transportado hasta el Estudio Satanowsky a Lorenzo, Palacios y otra persona, y luego los aguardó en el automóvil. Agregó que habían recibido un pago del general Quaranta. Días después Pérez Griz se retractó de sus dichos alegando que eran una mentira inventada por miedo a las torturas a que lo había sometido la policía paraguaya. Mientras tanto Tiburcio Álvarez Prado, el juez que en ese momento tenía la causa, puso en libertad a Palacios y a Lorenzo y dispuso una nueva pericia realizada por tres expertos del ejército que dictaminaron que el proyectil no provenía del arma peritada.
En el ínterin, un sacerdote manifiesta reconocer en el retrato hablado de otro de los homicidas, los rasgos de Carlos Delgado Chalbaud, un colombiano nacido alrededor de 1937 que usaba varios otros nombres, a quien había hospedado en el colegio San Francisco de Sales. Esta persona le había convencido de abrir una cuenta corriente pretextando que recién había formado una sociedad cuyo domicilio se encontraba en el mismo edificio que el estudio Satanowsky y con dicha cuenta lo había estafado. Pudo determinarse que usaba un carné del SIDE, si bien el general Quaranta declaró ante Rodríguez Araya que sólo lo había conocido cuando le gestionó un permiso para portar armas.

### Final sin condenas
La Comisión parlamentaria estableció como conclusión que en el crimen de Satanowsky habían intervenido personas vinculadas a la SIDE. Por otra parte, las conclusiones de Walsh fueron:
- El crimen fue cometido por personas que tenían acceso a informaciones obrantes en archivos de la policía o de los servicios de informaciones, que actuaron con impunidad y que luego hubo pasividad judicial y encubrimiento policial.
- Que Marcelino Castor Lorenzo fue uno de los ejecutores.
- Que el móvil giró en torno a las acciones del diario La Razón.

Las actuaciones judiciales finalizaron sin haberse individualizado a los autores. Años después, el 14 de octubre de 1972, cuando Marcelino Castor Lorenzo -en ese momento de 68 años- salía a las 10 de la mañana del depósito de hojalata donde trabajaba como sereno, fue muerto por una ráfaga de disparos efectuada desde un automóvil.

## Las notas de Walsh
La revista Mayoría, que comenzó a editarse a fines de 1956, pertenecía a los hermanos Tulio y Bruno Jacovella, nacionalistas católicos peronistas había publicado las notas de Walsh sobre los fusilamientos en los basurales de José León Suárez que luego fueron la base del libro Operación Masacre. A principios de abril de 1958 la revista le propuso a Walsh la realización de una serie de notas sobre el asesinato del Dr. Marcos Satanowsky que luego aparecieron entre junio y diciembre de 1958. A diferencia de Operación Masacre, aquí Walsh realizaba el trabajo de investigación en paralelo al de la justicia y en las notas no sólo iba dando cuenta de sus avances e interpelaba a los culpables y a los jueces sino que además convocaba a una acción colaborativa de los lectores. La publicación producía el efecto de desplazar el caso desde la reserva del ámbito judicial a un escenario público, al punto tal que el juez cita a declarar al periodista a través de la prensa –con indicación precisa del día y la hora- y éste le responde por ese mismo medio.
Valga como ejemplo de esta invitación a los lectores a participar en la resolución del caso, el texto que en un recuadro destacado bajo el título "Advertencia importante", apareció junto a la nota del 28 de julio de 1958: "es posible que algunas cartas de lectores relativas al Caso Satanowsky no hayan llegado a nuestro poder. El Servicio de Correos, como todos saben, funciona bastante mal… Por ello invitamos a cualquiera que haya suministrado por carta información acerca del caso, a repetirla telefónicamente llamando en horas de la mañana al 44-0767. Las comunicaciones no deben durar más de tres minutos para anular la posibilidad (por otra parte remota) de que sea identificado el aparato desde el cual se llama. Cumplido ese lapso, conviene cortar y llamar de nuevo".
Cuando se publica la primera nota, Walsh ya tiene realizada gran parte de la investigación, de forma tal que tiene una planificación que le permita obtener nuevos elementos para incorporarlos a los ya obtenidos. El caso es presentado como un enigma que, pese al misterio que lo rodea, será posible descifrar. La información se va dosificando, el relato en algunos momentos se acelera, en otros se lentifica y, a veces, se interrumpe. 
En la nota del 28 de julio, Walsh afirma que se trata del "crimen más literario del siglo", significando con ello que es susceptible de ser objeto de una narración de hechos reales protagonizados por sujetos reales, pero utilizando procedimientos propios de los relatos de ficción.
La tapa de Mayoría del 23 de octubre reproduce todos los elementos característicos del afiche de "buscado" propio de la película del lejano Oeste. La imagen central es un retrato policial, el rostro del bandido recortado sobre fondo negro, sobre la que se superponen el rectángulo rojo portador del "buscado" que, en posición oblicua, aporta dinamismo. Allí está usando rasgos propios de un género ficcional para dar cuenta de la búsqueda de un sujeto real involucrado en un hecho real. No solamente esta tapa colgada en el kiosco de venta de revistas funcionó de la misma manera que el afiche clavado en un poste sino que además fue reproducida en miles de afiches que empapelaron la ciudad, llamando a todos los ciudadanos a participar activamente en la búsqueda de los responsables. En este caso la tapa funcionó con eficacia pues alguien que identificó al buscado en el Paraguay comunicó el dato a la revista.
A veces el investigador compartía con los lectores las dudas que tenía, otras daba a entender que poseía más datos que los publicados hasta el momento. Mayoría polemiza con la revista Panorama y otros medios de prensa por la interpretación del crimen y así el 13 de noviembre pone en tapa la credencial de Pérez Griz que lo acredita como agente del SIDE, firmada por el general Quaranta como prueba de la solidez de la investigación de Walsh y de la tesis de que no se trataba de un simple caso policial sino de un crimen oficial.